# Heavenly (黒夢の曲)
「heavenly」（ヘヴンリー） は、日本のロックバンド、黒夢の15枚目のシングル。2011年8月17日にavex traxから発売された。

## 概要
- 復活後3枚目のシングル。3形態で発売され、各形態とも初回特典としてトレーディングカードが全5種類のうち1種類と、7月20日発売のライブDVD『FUCK THE FAKE STAR THE NEWEST FEATHER』連動応募抽選券が封入されている。
- 「BORN TO BE WILD」はステッペンウルフのカバー。スズキパレットSW テレビCMソング。
- 「I LIKE YOU」は黒夢再結成後では初の人時作曲。

## 収録曲

### TYPE A
| 全作詞・作曲: 清春、全編曲: 黒夢, 三代堅。 |                             |      |            |      |
| #                                          | タイトル                    | 作詞 | 作曲・編曲 | 時間 |
| 1.                                         | 「heavenly」                | 清春 | 清春       | 2:49 |
| 2.                                         | 「heavenly (80kidz Remix)」 | 清春 | 清春       | 3:53 |

| #  | タイトル                 | 作詞 | 作曲・編曲 |
| -- | ------------------------ | ---- | ---------- |
| 1. | 「heavenly MUSIC VIDEO」 |      |            |
| 2. | 「MUSIC VIDEO OFF SHOT」 |      |            |

### TYPE B
| 全編曲: 黒夢, 三代堅。 |                     |              |              |      |
| #                      | タイトル            | 作詞         | 作曲         | 時間 |
| 1.                     | 「heavenly」        | 清春         | 清春         | 2:50 |
| 2.                     | 「BORN TO BE WILD」 | Mars Bonfire | Mars Bonfire | 3:21 |

### TYPE C
| 全作詞: 清春、全編曲: 黒夢, 三代堅。 |                |      |      |      |
| #                                    | タイトル       | 作詞 | 作曲 | 時間 |
| 1.                                   | 「heavenly」   | 清春 | 清春 | 2:49 |
| 2.                                   | 「I Like You」 | 清春 | 人時 | 3:15 |

## カバー
- 2015年、Vampillia (トリビュートアルバム『黒夢リスペクト・アルバム 『Revision Underwear』』に収録)